# Герулф от Холандия
Герулф (Геролф) Млади (на латински: Gerolfum, Gerolfus, Gerulfi; на немски: Gerulf von Kennemerland, Gerulf der Jüngere; на нидерландски: Gerulf; † 896) от фамилията Герулфинги е граф на Кенемерланд и Западна Фризия (comes Fresonum, ок. 875 – 895/896), прародител на графската фамилия Холандия.

## Биография
Той вероятно е най-възрастният син на граф Герулф Стари († сл. 856). Брат му Гунтар фон Кьолн († 873) e архиепископ на Кьолн.
Герулф се съюзява през 884 г. с Хуго Лотарингски, който е негов зет. Той е голям привърженик на Арнулф Каринтийски, който му дава през 889 г. територии.

## Деца
Той има децата:
- Дитрих I († 939), граф на Западна Фризия
- Валгер (Валдгар)(† сл. 928), граф на Тистербанд